# Claudius Popelin
Claudius Popelin (Parigi, 2 novembre 1822 – Parigi, 17 maggio 1892) è stato un artigiano, poeta e pittore francese, specializzato nella smaltatura.

## Biografia
Popelin si avvicinò all'arte studiando sotto la guida di Ary Scheffer, iniziando ad occuparsi della pittura storica e solamente in un secondo tempo lavorò nello smalto in linea con quello chiamato 'Limoges'.
Nel 1863 effettuò le sue prime esposizioni artistiche e artigianali, prevalentemente di placche smaltate e di porcellane, che si caratterizzarono per la tematica delle eleganti vedute, non esente da ispirazione di arte antica, soprattutto rinascimentale.
Popelin si dimostrò un uomo colto, capace e versatile, difatti come letterato si può menzionare il Livre des Sonnets con sue decorazioni; inoltre fu anche un saggista e si ricorda il suo Traité de l'émail des peintres (1868).
Presso il Museo di Chantilly sono esposti i ritratti eseguiti a smalto di Pico della Mirandola e di Giulio Cesare.

## Opere

### Letteratura
- Livre des Sonnets;
- Traité de l'émail des peintres (1868).

### Ritratti
- Ritratto a smalto di Pico della Mirandola;
- Ritratto a smalto di Giulio Cesare.